# Chlorochlamys densaria
Chlorochlamys densaria là một loài bướm đêm trong họ Geometridae.